# 南こうせつ大きな空の木の下で
南こうせつ大きな空の木の下で（みなみこうせつおおきなそらのきのしたで）は2007年4月8日から2008年3月30日までRKB毎日放送（RKBラジオ他九州・沖縄のJRN系列局で放送されていたトーク番組である。

## 番組概要
前番組「南こうせつの夢のかよひ路」の後継番組として、2007年4月からスタートした。毎回、3人のトークからなる番組であり、南こうせつの新曲も流すことがあった。

## ネット局と放送時間
- RKBラジオ 日曜日 11:30～12:00(JST)
- 長崎放送 日曜日 11:30～12:00(JST)
- 大分放送 日曜日 14:00～14:30(JST)
- 熊本放送 日曜日 9:30～10:00(JST)
- 宮崎放送 日曜日 11:30～12:00(JST)
- 南日本放送 日曜日 9:00～9:30(JST)
- 琉球放送 土曜日 9:30～10:00(JST)

## パーソナリティ
- 南こうせつ
- 佐田玲子
- 沢田聖子

## コーナー
- ギターに口づけ … あるテーマに基づいてトークをしたり、南こうせつが即興で歌を披露したりするコーナー。